# Городское поселение Безенчук
Городское поселение Безенчук — муниципальное образование в Безенчукском районе Самарской области.
Административный центр — посёлок городского типа Безенчук.

## Население
| 2010    | 2012    | 2013    | 2014    | 2015    | 2016    | 2017    |
| ------- | ------- | ------- | ------- | ------- | ------- | ------- |
| 23 454  | ↘23 215 | ↘23 033 | ↘22 937 | ↘22 924 | ↗22 929 | ↗23 005 |
| 2018    | 2019    | 2020    | 2021    |         |         |         |
| ↘22 775 | ↘22 469 | ↘22 208 | ↘20 927 |         |         |         |

## Административное устройство
В состав городского поселения Безенчук входят:
- посёлок городского типа Безенчук,
- посёлок Новооренбургский,
- посёлок Сосновка,
- железнодорожный разъезд Восток,
- деревня Дмитриевка.